# Gerarda Hurenkamp-Bosgoed

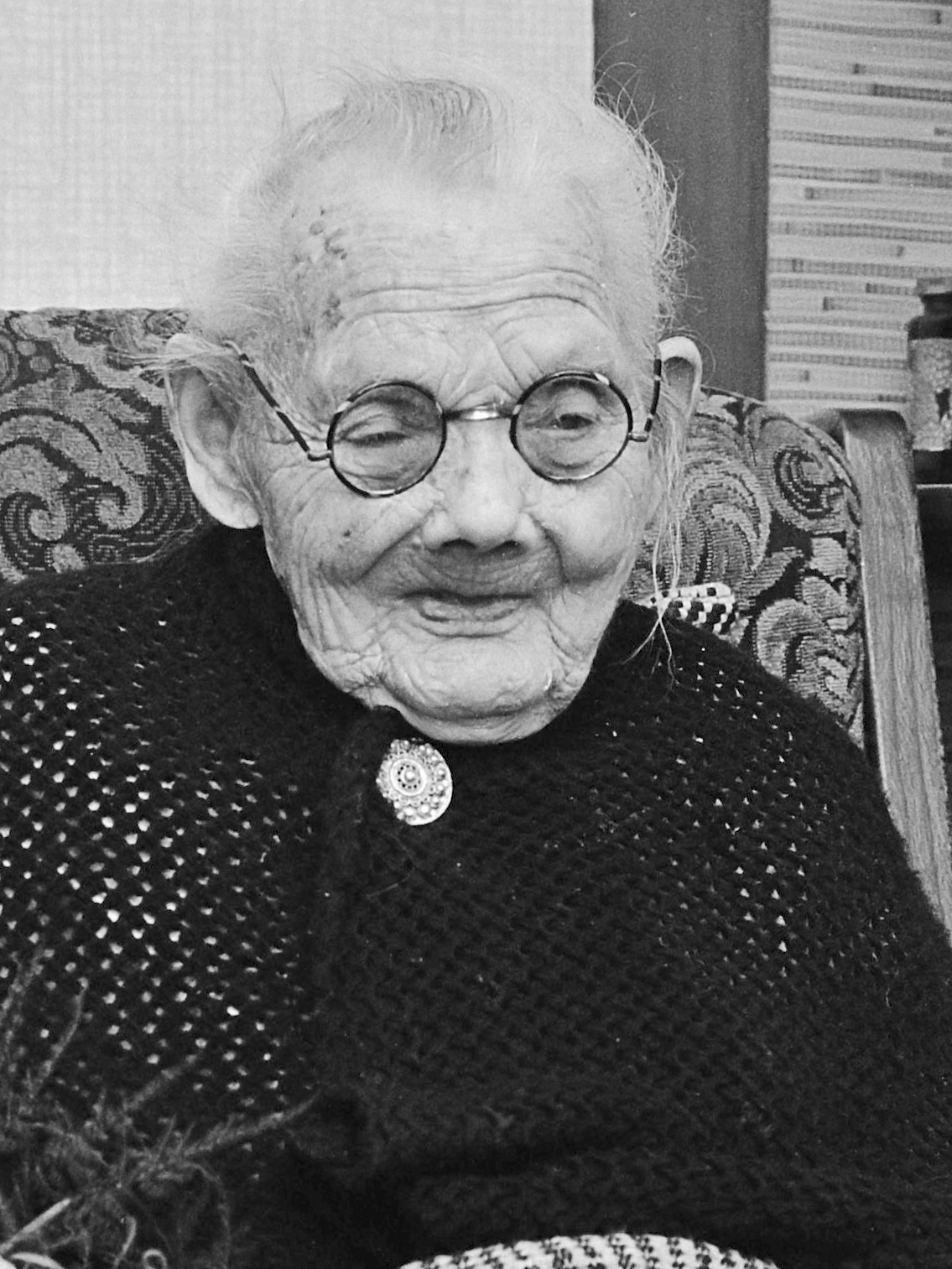
Gerarda Hurenkamp-Bosgoed (1980)

Gerarda Hurenkamp-Bosgoed (Terwolde, 5 januari 1870 – Twello, 25 mei 1980) was vanaf 9 januari 1978 de oudste inwoner van Nederland. Zij heeft deze titel 2 jaar en 137 dagen gedragen.
Haar vader, Harmannus Lambertus Bosgoed (24 juli 1827 – Terwolde, 4 maart 1929), was met zijn 101 jaar destijds de oudste man van Gelderland.

## Oudste levende persoon in Nederland
Vanaf het overlijden van Cornelia La Fors-van Geel tot haar eigen overlijden was Gerarda Hurenkamp-Bosgoed de oudste levende persoon in Nederland.

## Oudste Nederlander aller tijden
Vanaf 11 januari 1980 was Hurenkamp-Bosgoed (voor zover bekend toen) officieel de oudste Nederlander aller tijden. Dit record werd - naar toen aangenomen werd - overgenomen van Christina Karnebeek-Backs, overleden op 27 oktober 1959 op de leeftijd van 110 jaar en 5 dagen. Hierbij werd echter voorbijgegaan aan het werkelijke, toenmalige Nederlandse leeftijdsrecord: dat van Geert Adriaans Boomgaard, die op 3 februari 1899 in Groningen overleed op de leeftijd van 110 jaar en 135 dagen. In mei 1980 werd aan deze verbetering van het record alsnog aandacht besteed in de pers. Bij haar overlijden, slechts enkele dagen later, had Hurenkamp-Bosgoed het record gebracht op 110 jaar en 141 dagen en was toen een supereeuweling. Dit werd op 24 juni 1983 verbeterd door Petronella Ribbens-Verstallen, die het op 110 jaar en 170 dagen bracht.